# جواد ایس خواجه
جواد ایس خواجه (اردو: جواد ایس خواجہ؛ زادهٔ ۱۰ سپتامبر ۱۹۵۰) قاضی و وکیل اهل پاکستان است. وی در سال ۲۰۱۵ قاضی ارشد پاکستان بوده‌است.